# Conocybe
Conocybe là một chi nấm trong họ Bolbitiaceae, thuộc bộ Agaricales. Trong số ít nhất 243 loài, Conocybe tenera là loài điển hình của chi. Có khoảng 50 loài khác nhau phát triển ở Bắc Mỹ.
Bốn loài trong chi có chứa hợp chất gây ảo giác (psilocin - C12H16N2O và psilocybin - C12H17N2O4P) là: C. kuehneriana, C. siligineoides, C. cyanopus, và C. smithii. Conocybe siligineoides từng được dùng trong các hoạt động liên quan đến đạo Saman của người Mazatec vùng Oaxaca, México.

## Các loài
- Conocybe apala (rất phổ biến)
- Conocybe aurea
- Conocybe cyanopus (tác động thần kinh)
- Conocybe elegans
- Conocybe filaris (độc tố tử vong)
- Conocybe kuehneriana (tác động thần kinh)
- Conocybe moseri
- Conocybe reticulata
- Conocybe rickenii
- Conocybe siligineoides (tác động thần kinh)
- Conocybe smithii (tác động thần kinh)
- Conocybe tenera (loài điển hinh)
- Conocybe volviradicata[5]